# Charles E. Sorensen
Charles Emil Sorensen (7 de setembro  de 1881-11 de agosto de 1968) emigrou da Dinamarca para o Estados Unidos com seus pais aos quatro anos de idade.
Primeiramente trabalhou como assistente de agrimensor, depois como aprendiz na Fábrica de Fogões Jewett (Jewett Stove Factory) em Buffalo, Nova Iorque como fabricante de moldes e de fundidor. Em 1900, a família mudou-se para Detroit, e, enquanto trabalhava lá em uma fundição encontrou-se com Henry Ford. Em 1905, ele aceitou um emprego como fabricante de moldes na Ford Motor Company. Por volta de 1907, ele se tornou o chefe do departamento de moldes. Ele era capaz de cortar as partes para fazer protótipos usando madeira de ochroma.